# 大地の果てまで
『大地の果てまで』（Hearts in Exile）は、1929年のアメリカ合衆国の恋愛映画である。製作・配給はワーナー・ブラザース、監督はマイケル・カーティスが行った。現在ではフィルムが失われていると考えられている。

## キャスト
- ドロレス・コステロ
- グラント・ウィザース
- ジェームス・カークウッド・Sr（英語版）
- ジョージ・フォーセット（英語版）
- デイヴィッド・トレンス（英語版）
- オリーヴ・テル（英語版）
- リー・モラン（英語版）
- トム・デューガン（英語版）
- ローズ・ディオン（英語版）
- ウィリアム・アーヴィング（英語版）
- キャリー・ドーメリー

## 興行収入
ワーナー・ブラザースによるとこの映画は国内で42万4000ドル、国外で22万9000ドルを売り上げている。